# Luquin
Luquin là một đô thị trong tỉnh và cộng đồng tự trị Navarre, Tây Ban Nha. Đô thị này có diện tích là ki-lô-mét vuông, dân số năm 2007 là người với mật độ 8,1 người/km². Đô thị này có cự ly 53,7 km so với tỉnh lỵ Pamplona.